# 阿尔及利亚驻华大使馆
阿尔及利亚民主人民共和国驻中华人民共和国大使馆（阿拉伯语：سفارة الجمهورية الجزائرية الديمقراطية الشعبية لدى جمهورية الصين الشعبية），简称阿尔及利亚驻华大使馆，是阿尔及利亚民主人民共和国在中华人民共和国的最高外交代表机构。馆址位于中国北京市朝阳区三里屯路7号。

## 历史
1958年9月22日，中华人民共和国承认阿尔及利亚共和国临时政府并建交。1961年，临时政府在北京设立外交使团。1962年，阿尔及利亚正式独立，驻北京外交使团升格为驻华大使馆。